# Adagio (musikgrupp)
Adagio är ett franskt symfoniskt progmetal-band. Bandet har sedan starten av sin karriär släppt fem album, fyra studioalbum och ett livealbum. Namnet kommer ifrån Bach.

## Medlemmar
Senaste medlemmar
- Franck Hermanny – basgitarr (2000–2018)
- Stéphan Forté – gitarr (2000–2018)
- Kévin Codfert – keyboard (2003–2018)
- Mayline Gautié – violin (2016–2018)
- Jelly Cardarelli – trummor (2016–2018)
- Kelly Sundown Carpenter – sång (2016–2018)

Tidigare medlemmar
- Vitalij Kuprij – keyboard
- Dirk Bruinenberg – trummor (2000–2004)
- Richard Andersson – keyboard (2000–2003)
- David Readman – sång (2000–2004)
- Gus Monsanto – sång (2004–2008)
- Eric Lebailly – trummor (2004–?)
- Christian Palin – sång (2008–2010)
- Mats Levén – sång (2010–2011)
- Guillaume Bergiron – trummor (2016)

Turnerande medlemmar
- Kelly Sundown Carpenter – sång (2007)

## Diskografi
Demo
- Demo (2013)

Studioalbum
- Sanctus Ignis (2001)
- Underworld (2003)
- Dominate (2006)
- Archangels in Black (2009)
- Life (2017)

Livealbum
- A Band in Upperworld (2004)

Singlar
- "Subrahmanya" (2016)